# Phare de Loop Head
Le phare de Loop Head est un phare d'Irlande situé sur la péninsule éponyme, sur le côté nord de l'estuaire du fleuve Shannon dans le comté de Clare. Il est géré par les Commissioners of Irish Lights.

## Situation
Le phare est construit sur un promontoire de la péninsule de Loop Head. Celle-ci se situe sur la côte occidentale de l'Irlande, dans le comté de Clare, elle est délimitée par l'océan Atlantique et le Shannon.
Loop Head est relié à la ville voisine de Kilkee par la route R487.

## Description
Le phare mesure 23 m de haut, avec lanterne et galerie, il est peint en blanc. Les locaux des gardiens, sur deux étages, ont été rénovés, ils servent maintenant de résidences de vacances.
Il émet quatre flashes blancs séparés de 2.4 secondes toutes les 20 secondes pour marquer l'entrée de l'estuaire et aider la navigation arrivant par le nord.

## Histoire
Le phare a été mis en service en 1854. Il succède à un feu de 1670 qui avait été remplacé par une maison en pierre portant d'abord un feu ouvert, remplacé à son tour par une lanterne en 1802. Un vestige de cette première construction est encore visible sur le site.

## Tourisme
En juillet 2011, le phare a été ouvert au public pour la première fois. Cette ouverture expérimentale ayant connu le succès, il a été décidé d'ouvrir le phare régulièrement à partir de l'été 2012, avec le développement d'un petit musée sur place.